# Parc Lepistik
La parc Lepistik (estonien : Lepistiku park) est un parc situé dans le quartier de Mustamäe à Tallinn en Estonie

## Présentation
La superficie du parc est de 4,6 hectares. 
Le parc est situé au sud-est du boulevard Sõpruse puiestee et au sud-ouest de A. H. Tammsaare tee.
Le parc est un espace de conservation de la nature. 
Le Mustjõgi partait des sources de Lepasalu,.

## Végétation
Il existe plus de 150 espèces de plantes herbacées. 
Parmi les arbres, l'espèce dominante est l'aulne noir suivie de l'aulne blanc, dont la proportion est plus importante dans la partie ouest du parc. 
Dans la limite méridionale du parc, le pin sylvestre, le tremble, le saule fragile, le saule blanc ainsi que le bouleau pubescent poussent isolement.

## Eaux
Les sources Lepasalu du parc, assez riches en eau, sont protégées. En période d’eau abondante, l’eau forme 6 ruisseaux avec un débit total de 1 à 10 l/s. Cette zone printanière est devenue un lieu d'hivernage pour les canards. 
Il y a un étang dans la partie nord-est du parc.

## Parc public
Le parc Lepistik est l'un des parcs centraux de Mustamäe, traversé par des sentiers pédestres dans toutes les directions. En 2002-2003, le parc a été rénové. 
Au cours des travaux, de nouveaux sentiers ont été aménagés, l'éclairage du parc a été renové, l'étang du parc a été approfondi et les berges ont été renforcées, une nouvelle aire de jeux pour enfants a été construite, du mobilier de parc a été installé, des terrains de sport et un pont pour piétons ont été construits pour l'usage de l'école adjacente et l'aménagement paysager a été renouvelé.
Il y a un café-pavillon ouvert toute l'année près de l'un des principaux sentiers piétonniers du parc.

## Galerie

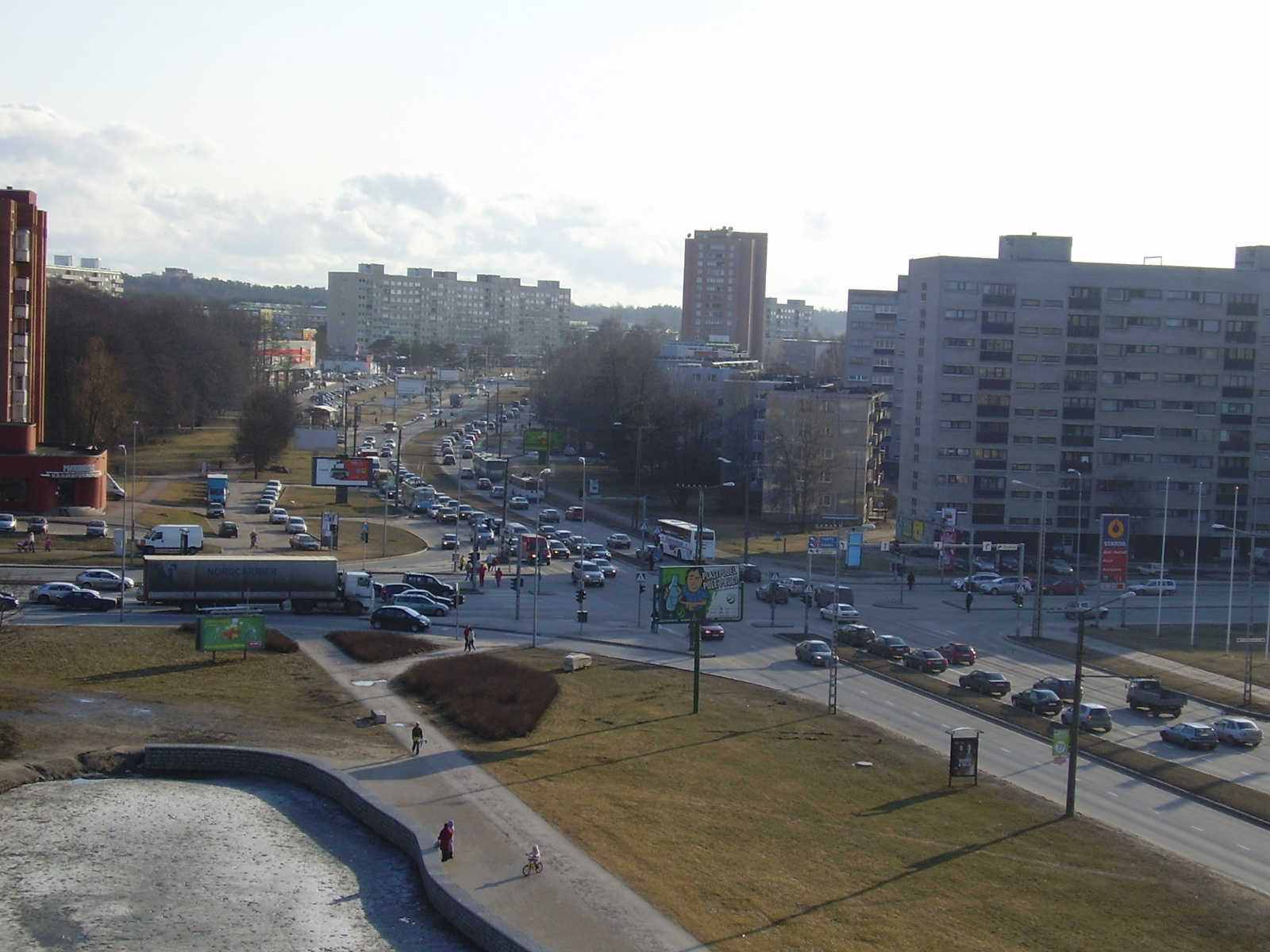
Croisement de Sõpruse puiestee et A. H. Tammsaare tee.
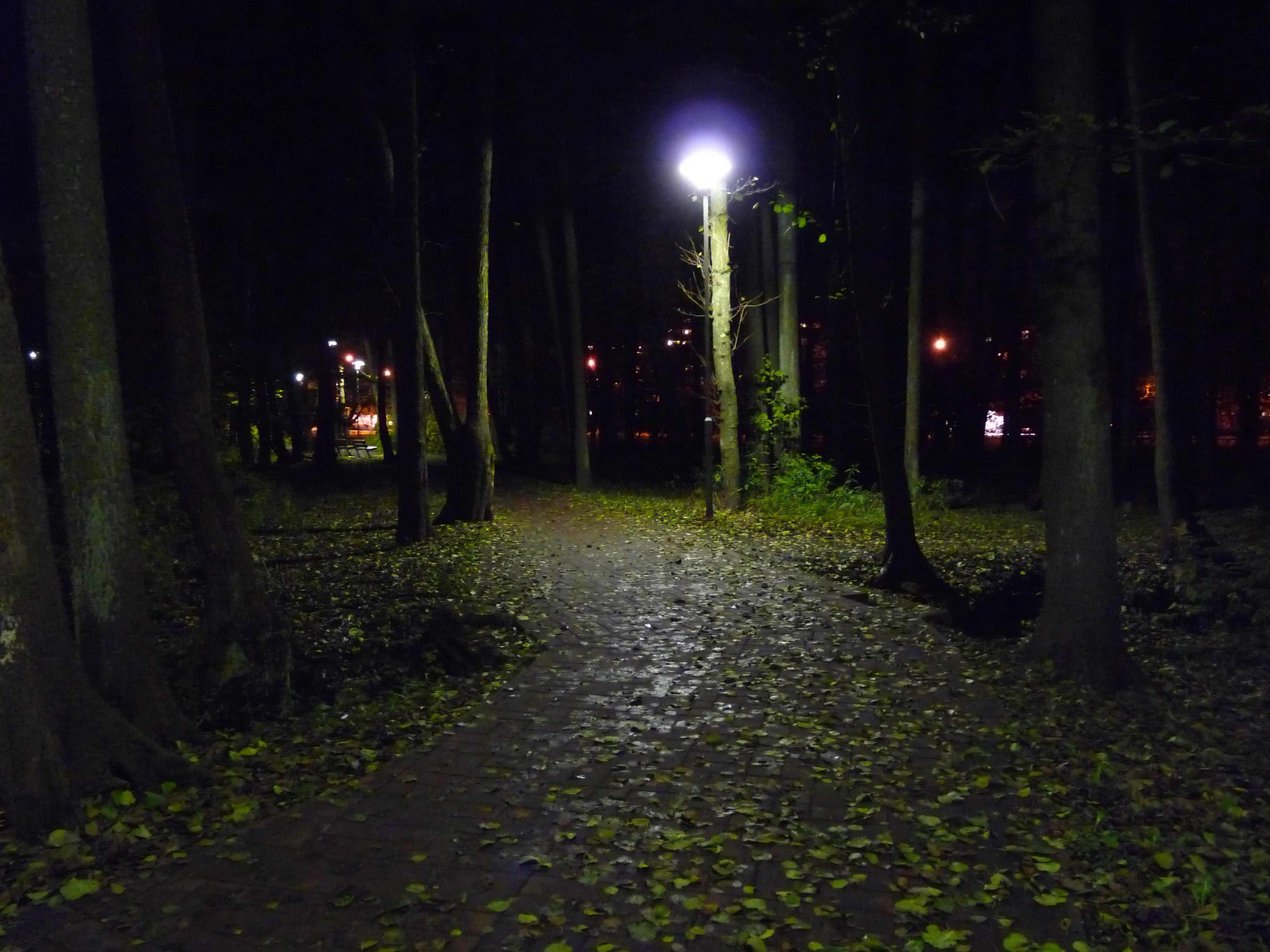
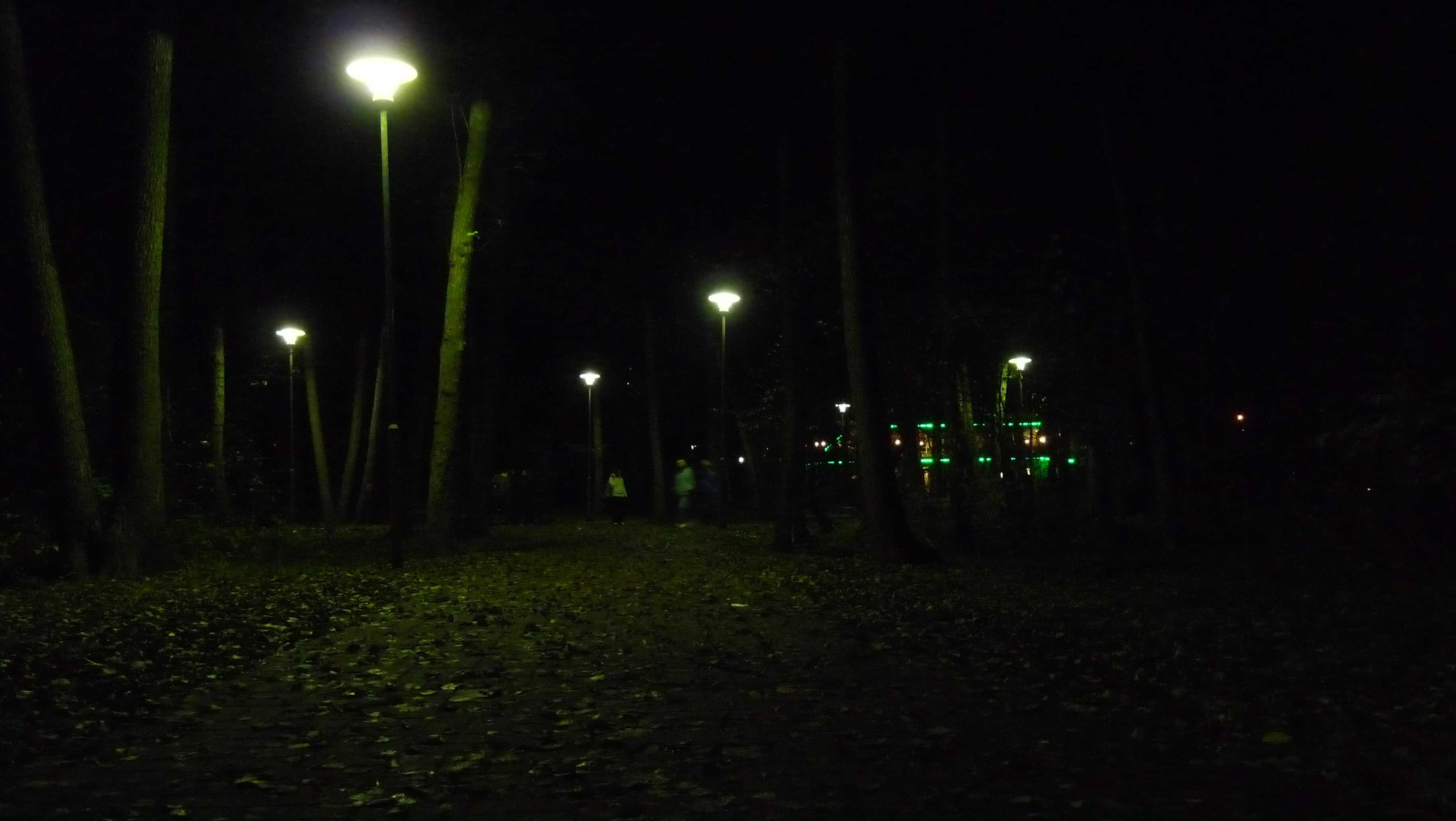